# Прості люди (фільм, 1945)
«Прості люди» — радянський художній фільм режисерів Леоніда Трауберга і Григорія Козінцева 1945 року про самовіддану працю простих радянських людей в роки Великої Вітчизняної воїни. Остання спільна робота двох режисерів. У постанові Оргбюро ЦК ВКП(б) від 4 вересня 1946 року «Про кінофільм „Велике життя“» фільм «Прості люди» був охарактеризований як «невдалий» і «помилковий», внаслідок чого картину випустили на екрани тільки 25 серпня 1956 року.

## Сюжет
Фашистські полчища рвуться до Ленінграда. З аеродрому авіаційного заводу відлітає останній літак. Завод підлягає евакуації. Через всю країну в далекий Узбекистан їдуть ленінградці — люди похилого віку, жінки, підлітки. Кадрові робітники борються на фронті. Але завод повинен почати випуск літаків через два місяці. Прибувши на місце, люди встановлюють верстати просто неба й починають працювати. У заводській колектив вливаються тисячі нових людей. Багато з них втратили своїх рідних і близьких. Велике горе в директора заводу Єрьоміна. Його дружина під час евакуації пропала безвісти. Але Єрьомін не згинається під вагою удару. День і ніч його можна побачити на території заводу. Немає жодного робочого питання, яке б минуло повз хазяйського ока директора. Немов в нагороду за його самовіддану працю до нього приходить величезна радість: він знаходить свою дружину. Потрапивши в полон до німців, вона перенесла всі тяготи окупації, яка позбавила молоду, квітучу жінку здоров'я і пам'яті. Дбайливий догляд лікарів поступово виліковує Єрьоміну. У день, коли завод випускає свій перший літак, вона виходить з лікарні. Разом з чоловіком і всім колективом заводу Єрьоміна переживає радість трудової перемоги.

## У ролях
- Юрій Толубєєв —  Єрьомін, директор заводу
- Ольга Лебзак —  Єрьоміна, його дружина
- Борис Жуковський —  Макєєв
- Ф. Бабаджанов —  Акбашев
- Катерина Корчагіна-Александровська —  бабка
- І. Кудрявцева —  Варвара Шапкіна
- Лариса Ємельянцева —  Саша
- Володимир Колчин —  Іванов
- Тетяна Пельтцер —  Плаксина
- Анатолій Чир'єв —  Ромка
- Олександр Ларіков —  кізляка
- Костянтин Адашевський —  кухар
- Костянтин Скоробогатов — старий інженер (немає в титрах)
- Лев Свердлін — представник Акбашева
- Лев Степанов — завідувач їдальні
- Федір Федоровський — Федоричев
- Олександр Віолінов — працівник заводу
- Сергій Рябінкін — Осмєркін
- Микола Семілєтов — працівник заводу
- Борис Феодос'єв — льотчик
- Василь Леонов — епізод
- Микола Мічурін — епізод
- Микола Корн — інженер
- Ірада Алієва — Ірода

## Знімальна група
- Автори сценарію і режисери: Григорій Козінцев, Леонід Трауберг
- Оператори: Андрій Москвін, Анатолій Назаров
- Композитор: Дмитро Шостакович
- Художники: Євген Єней, Давид Виницький
- Звукооператор: І. Волк
- Монтажер: В. Миронова
- Директор картини: А. Гінзбург